# Horussegler
Der Horussegler (Apus horus) ist eine Vogelart aus der Familie der Segler (Apodidae). Das Verbreitungsgebiet ist auf Afrika südlich der Sahara beschränkt. Die Tiere wirken im Vergleich zum verwandten, in Mitteleuropa häufigen Mauersegler kräftig, der Flug ist weniger elegant. Als Nistplätze werden Höhlen verwendet, die von anderen Vogelarten – vor allem von Bienenfressern – in sandige Wände gegraben wurden. Der Horussegler ist zumindest in Teilen seines Verbreitungsgebiets häufig und wird als ungefährdet eingestuft.
Horus, an den der Name der Art erinnert, war ein Gott der frühen ägyptischen Mythologie.

## Merkmale
Der Horussegler zählt mit einer Körperlänge von knapp 15 Zentimetern zu den kleineren Apus-Arten. Die Flügellänge liegt zwischen 143 und 161 Millimetern, das Gewicht beträgt durchschnittlich 26 Gramm. Die Gestalt ist im Vergleich zu den verwandten Seglern recht kräftig und ähnelt der des Hausseglers. Der recht große, helle Kehlfleck und insbesondere der weiße Bürzel bilden einen deutlichen Kontrast zum ansonsten dunkel grau-braun bis schwarzen Gefieder. Der Kehlfleck ist bei abgetragenem Gefieder weniger deutlich. Wie beim Haussegler setzt sich die helle Färbung des Bürzels ein Stück weit an den hinteren Flanken fort, so dass diese aus beinahe jeder Perspektive zu erkennen ist. Der Schwanz weist für Apus-Arten eine mittlere Länge auf, und die Schwanzgabelung liegt mit einer Länge des Einschnitts zwischen 9 und 13 Millimetern ebenfalls im mittleren Bereich. Beide Geschlechter sehen gleich aus.
Wie der Haussegler fliegt der Horussegler sehr schwirrend und lässt den graziösen, kraftvollen und schwalben-ähnlichen Flug der verwandten Arten vermissen. Deshalb und wegen des ebenfalls weißen Bürzels kann der Horussegler am ehesten mit dem Haussegler verwechselt werden, der im gesamten Verbreitungsgebiet des Horusseglers sympatrisch vorkommt. Das beste Unterscheidungsmerkmal ist der Schwanz, der beim Horussegler etwas länger und im Gegensatz zum Haussegler deutlich gegabelt ist. Der zweite, sympatrisch vorkommende weißbürzelige Segler ist der Weißbürzelsegler; die stromlinienförmigere Gestalt und der wesentlich deutlicher gegabelte Schwanz sind die besten Merkmale, um Weißbürzelsegler von Horusseglern zu unterscheiden.
Der Ruf des Horusseglers ist tiefer als der von Weißbürzelsegler und Haussegler. Er klingt murmelnd wie priiiuuu priiiuuu. Während der Brutzeit ruft der Horussegler häufiger als diese ähnlichen Arten, außerhalb der Brutzeit ist er hingegen vorwiegend stumm.

## Verbreitung und Wanderungen

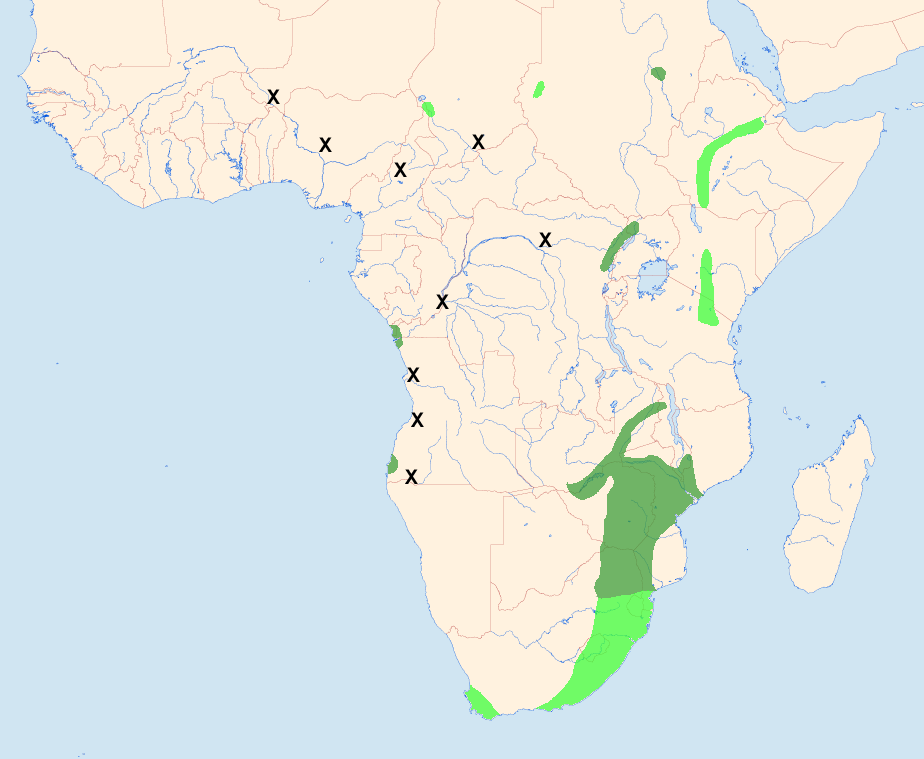
Verbreitungsgebiet des Horusseglers: dunkelgrün = Standvogel; hellgrün = Anwesenheit nur zur Brutzeit; weitere Gebiete mit vereinzelten Sichtungen sind durch Kreuze markiert

Der Horussegler ist in Afrika südlich der Sahara, vorwiegend in Ost- und Südafrika heimisch. Weiter westlich gibt es verstreute Populationen. Bestimmungsprobleme erschweren die vollständige Erfassung der Verbreitung, abseits des zusammenhängenden Verbreitungsgebiets sind die Brutplätze oft schwer zugänglich. Möglicherweise ist die Art daher weiter verbreitet als bisher angenommen. 
Der Horussegler kommt im Bergland von Äthiopien und von der Mitte Kenias bis zur tansanischen Grenze im Süden vor; diese Vorkommen bilden aber keine zusammenhängende Population, da die Art im Norden Kenias fehlt. Weiter findet sich die Art im Nordwesten Ugandas, den angrenzenden Gebieten Burundis und der Demokratischen Republik Kongo. Das größte zusammenhängende Areal befindet sich im südlichen Afrika. Die Art findet sich dort im Süden Sambias, in Simbabwe, im Norden Botswanas, im mittleren Mosambik sowie in Südafrika – vor allem von Transvaal im Norden bis Port Elizabeth im Süden, aber auch in einem schmalen Streifen vom Westkap an der Südküste entlang, wo in den 1990er Jahren das De Hoop Nature Reserve besiedelt wurde. Neben diesen größeren zusammenhängenden Gebieten wurde der Horussegler in Kamerun, Nigeria, im Niger und Tschad nachgewiesen. Kleine, isolierte Populationen gibt es außerdem im Sudan, im Westen bei Darfur und im Osten bei Sannar sowie Wad Madani. Weitere kleine Vorkommen bestehen an der Westküste des südlichen Afrikas, im Westen des Kongos und Angolas. Mögliche Sichtungen von Zugvögeln gab es auf den Agalega-Inseln und den Seychellen.
In weiten Bereichen des Verbreitungsgebietes ist der Horussegler Standvogel. Hauptsächlich im südafrikanischen Highveld ist er nur zur Brutzeit anzutreffen, gleiches gilt für das Highveld in Simbabwe. Dort brütet die Art zwischen Oktober und Mai. Möglicherweise ziehen die Vögel in letzterem Gebiet lediglich in das Lowveld, wo die Art ebenfalls als Standvogel vorkommt und das ganze Jahr brütet. Berichten zufolge ist der Horussegler im Tal des Sambesi als Gastvogel während der Trockenzeit anzutreffen. Im ostafrikanischen Teil des Verbreitungsgebiets zeigt die Art vorwiegend Dismigrationsverhalten.

## Lebensraum
Der Lebensraum des Horusseglers ist verknüpft mit dem seiner Höhlenlieferanten.
Deshalb ist der Horussegler oft in der Nähe sandiger Gebiete anzutreffen, die natürlich oder vom Menschen geschaffen sein können. In Kenia brütet die Art in einer Höhe zwischen 1600 und 2000 Metern, in Natal zwischen 1500 und 2400 Metern. Größere Siedlungsgebiete werden bei der Nahrungssuche gemieden.

## Verhalten und Nahrungserwerb
Horussegler sind normalerweise gesellig, bilden jedoch keine großen Schwärme; maximal wurden 30 Individuen zusammen gezählt. Oft bilden sie Schwärme mit anderen Seglern oder Schwalben. Zur Nahrungssuche fliegt der Horussegler im Normalfall in mittlerer Höhe zwischen 20 und 30 Metern, also über dem Palmensegler, aber unterhalb des Weißbürzelseglers. Gelegentlich jagt der Horussegler im höheren Luftraum, wenn diese Höhenzone nicht durch andere Arten besetzt ist. Im Flug werden Insekten erbeutet, als Nahrung nachgewiesen wurden schwärmende Termiten, Fliegen, Käfer und schwärmende Ameisen.

## Fortpflanzung
In der Kapprovinz brütet der Horussegler von November bis Dezember und von März bis April, in Transvaal von Januar bis März. In Simbabwe sind brütende Vögel das ganze Jahr über zu beobachten, mit einem Schwerpunkt von November bis März. Die Legezeit in Äthiopien ist im Juni, in Malawi von April bis Mai, in Sambia in den Monaten August und September. Der Horussegler ist kein richtiger Koloniebrüter, aber ebenso wie isolierte Brutplätze gibt es häufig Gemeinschaftsbruten von bis zu 12 Brutpaaren, gelegentlich kommen auch noch größere Brutkolonien vor. Die Nistplätze der Horussegler liegen dabei oft etwas verstreut in einer Brutkolonie von Bienenfressern oder Uferschwalben. Das gemeinschaftliche Brüten wird deshalb auch als eine Folge der Übernahme der Nester koloniebrütender Arten angesehen.
Zur Brut werden die verlassenen, typischerweise an Flussufern liegenden Nester Höhlen grabender Vogelarten übernommen, vor allem der Bienenfresser, Eisvögel, Erdspechte (Geocolaptes olivaceus), Bindenschwalben (Riparia cincta) und möglicherweise auch der Termitenschmätzer (Myrmecocichla formicivora). Eine gewaltsame Übernahme der Höhlen wurde bisher nicht beobachtet. Das Nest liegt am Ende der Höhle und besteht aus einer flachen Schale mit 10 bis 14 Zentimetern Durchmesser. Als Nistmaterial werden vor allem Gras, Dunen, Maisblätter und Moos verwendet, also vorwiegend pflanzliches Material, und dieses wird mit Speichel, Haaren und Federn verfestigt. Die Kopulationen finden im Nest statt. Das Gelege besteht aus ein bis vier Eiern, die im Mittel 25,9 × 16,8 Millimeter messen. Die Bebrütungszeit liegt im Mittel bei 28 Tagen, die Nestlingszeit bei 6 Wochen.

## Bestand und Gefährdung
In großen Teilen des Verbreitungsgebiets kommt der Horussegler regelmäßig vor, in Teilen ist er sogar sehr häufig, beispielsweise im Äthiopischen Hochland. In einer kenianischen Kolonie bei Nakuru wurde die Population auf mehrere hundert Brutpaare geschätzt.
Die Größe des Verbreitungsgebiets wird auf 1.200.000 km² geschätzt. Zahlen für den weltweiten Bestand liegen nicht vor. Es gibt Anzeichen einer Bestandszunahme, weshalb die Art als „nicht gefährdet“ (least concern) eingestuft wird.

## Systematik
Mit A. h. fuscobrunneus wird eine Unterart unterschieden, die auf den Südwesten Angolas beschränkt ist. Sie unterscheidet sich von der Nominatform durch einen kleineren, grauen Kehlfleck und durch das Fehlen des weißen Bürzels, der stattdessen graubraun gefärbt ist, sonst ist A. h. fuscobrunneus allgemein blasser gefärbt.
Weiterhin wird eine Farbmorphe unterschieden, die Toulsoni genannt wird. Vögel dieser Morphe haben wie A. h. fuscobrunneus einen kleineren Kehlfleck und einen braunen Bürzel, sind aber insgesamt dunkler als diese Unterart. Diese Form findet sich im Nordwesten Angolas und in Simbabwe.
Einige Autoren sehen diese beiden dunklen Formen als Paraspezies innerhalb einer horus-Superspezies. Bei der Unterartengliederung dieser Art gilt es aber zu bedenken, dass das Gefieder des Horusseglers wegen der Nutzung gegrabener Höhlen oft eine starke Abnutzung aufweist und das Gefieder einzelner Vögel schon deshalb sehr starke Unterschiede in der Tönung aufweisen kann.